# 金山办公
北京金山办公软件股份有限公司（上交所：688111，简称：金山办公），前身是金山软件公司的办公软件部门，于2011年成为独立企业，荣誉董事长为雷军。该公司的主要产品为WPS Office办公软件套件。
2011年起，该公司转型移动互联网业务。2017年，该公司曾申请在深圳证券交易所创业板上市。2019年5月，该公司转投上海证券交易所科创板，于10月通过中国证监会新股发行审查，并于11月挂牌上市。该公司的主要收入来源为WPS Office的政企用户软件授权费、个人用户广告收入、个人用户增值服务费等。